# Avenida Rivadavia
La avenida Rivadavia es una de las más importantes arterias de la ciudad de Buenos Aires y del oeste del Gran Buenos Aires, Argentina.

## Características
El nombre de la Avenida Rivadavia honra la figura de Bernardino Rivadavia (Buenos Aires, 20 de mayo de 1780 - Cádiz, España, 2 de septiembre de 1845), político rioplatense que fue el primer presidente de la República Argentina o de las Provincias Unidas del Río de la Plata, entre el 8 de febrero de 1826 y el 9 de agosto de 1827.
Desde 1935 hasta 1988 el tramo de la Avenida Rivadavia que se encuentra fuera de la Ciudad de Buenos Aires formó parte de la Ruta Nacional 7.
Según cifras de Tránsito de la Ciudad, solo en la ciudad de Buenos Aires la avenida tiene 106 cruces con semáforos. En toda su extensión pasan 83 líneas de colectivos. 11 de las 16 estaciones de la línea A de la red de subterráneos porteña corre bajo la avenida, la línea D nace en la intersección de esta avenida y Diagonal Norte; y en el barrio de Balvanera a la altura de Avenida Pueyrredón, cruza la línea H.
Comúnmente se la denomina como el límite entre la zona norte y la zona sur de la ciudad de Buenos Aires. Todas las calles y avenidas cambian de nombre al cruzarla, con excepción de la Avenida 9 de Julio y la Avenida General Paz.

## Recorrido
Rivadavia nace en la Plaza de Mayo, centro histórico de la ciudad de Buenos Aires, y finaliza en Moreno, Provincia de Buenos Aires. 

### Ciudad de Buenos Aires

#### Calle Rivadavia
Su nacimiento se encuentra en el casco histórico de la ciudad de Buenos Aires, desde la punta noroeste de la Casa Rosada, y transcurre por el borde de la Plaza de Mayo, la casa central del Banco Nación y la Catedral Metropolitana.
Durante sus primeros 1000 m, corre como una calle estrecha, rodeada de grandes edificios de oficinas del microcentro porteño, y es atravesada por la calle Florida que nace hacia el norte, a la altura de Rivadavia al 600.
Al ser paralela a la Avenida de Mayo, ocupada por grandes edificios cuyos lotes tienen entrada por ambas calles, dan a ella las puertas traseras de diversos edificios empresariales y residencias construidas a fines del siglo XIX y principios del XX, como el del edificio del diario La Prensa, el Palacio Municipal y el Palacio Vera, entre otras edificaciones de estilo art nouveau. También hay algunos edificios modernos como la Torre La Buenos Aires y la Pérez Companc. Al 800 de Rivadavia se encuentran la Plaza Roberto Arlt y los estudios de Radio Continental y sobre la mano derecha se ubica la primera entrada que tuvo el Café Tortoni en la planta baja de la casa de la familia Unzué, construido en 1880.
Continúa su recorrido hacia al oeste, siendo límite entre los barrios de Monserrat y San Nicolás, cruzando la Avenida 9 de Julio (en la esquina de la calle Carlos Pellegrini hay un edificio racionalista del arquitecto Arturo Dubourg, que alojó en la planta baja durante largos años a la Ferretería Francesa; actualmente un supermercado Carrefour) para recorrer sus últimos 400 m como calle. En el 1115 funciona la sede de la Confederación General Económica (CGERA) fundada por José Ber Gelbard en 1953, y en el 1264 se encuentra la salida del tradicional café Los 36 Billares (con entrada por la Avenida de Mayo).

#### Avenida Rivadavia
Al pasar la calle Paraná, junto a la Plaza del Congreso, se convierte en Avenida Rivadavia. En esa esquina está el Teatro Liceo (Rivadavia 1495), nombre actual del teatro más antiguo existente en Buenos Aires. En la esquina opuesta funciona en la planta baja el Consulado de Perú en Buenos Aires, un local que fue construido para la antigua droguería La Estrella. En el n.º 1635 está el Cine Gaumont, espacio cultural del INCAA desde el año 2003.
200 metros más adelante se encuentran el Congreso Nacional y la intersección con la Avenida Callao/Entre Ríos. En las otras esquinas de este importante cruce están el edificio de la cerrada Confitería del Molino (obra del arquitecto Francesco Gianotti, 1917) y el restaurante Plaza del Carmen. Frente al Palacio del Congreso se inauguró en 1984 (año de reinicio de las actividades parlamentarias luego del Proceso de Reorganización Nacional) el Anexo de la Cámara de Diputados, un moderno edificio vidriado proyectado en 1966 por el estudio de Flora Manteola, Petchersky, Sánchez Gómez, Santos, Solsona, Viñoly.
Desde este punto empieza a correr bajo Rivadavia el túnel de la línea A de subtes. En este tramo se encuentran algunos imponentes edificios residenciales construidos a comienzos del siglo XX. En Rivadavia 1916 llaman la atención los dos atlantes que protagonizan la fachada de uno de ellos, obra de 1914 del arquitecto Mario Palanti (también autor del Palacio Barolo). En la esquina de la calle Ayacucho resalta la cúpula vidriada de un edificio de estilo modernista catalán que homenajea al catalán Antonio Gaudí con un dragón de hierro similar al del Parc Güell (Ing. Eduardo Rodríguez Ortega, año 1907). Pocos metros más adelante, en la misma vereda, está la otra obra maestra del ingeniero Rodríguez Ortega: la Casa de los Lirios, uno de los máximos ejemplos de art nouveau «botánico» en la ciudad.
En la esquina de la calle Rincón fue reconstruido en 2007 un mítico reducto tanguero, el Café de los Angelitos que se había incendiado en 1992. La siguiente cuadra posee un enorme terreno baldío que existe desde 1953: allí se encontraba la Casa del Pueblo Socialista (Av. Rivadavia 2150), incendiada en 1953 por militantes peronistas. En la esquina de la calle Uriburu se yerguen dos imponentes y antiguos edificios residenciales con sendas cúpulas, y en el 2250 funciona desde 1994 el Bingo Congreso.

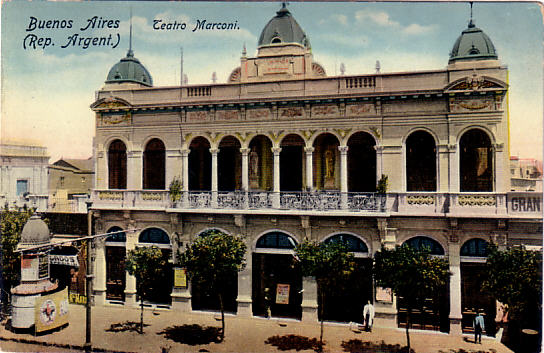
El Teatro Marconi (1903-1967).

A partir de la calle Pasteur se entra de forma progresiva en el área comúnmente llamada el Once, zona de gran actividad que se desarrolla alrededor de la estación ferroviaria homónima, en donde se encuentran numerosos locales de ropa, venta de telas y comidas rápidas. En Rivadavia 2314 existió desde 1903 a 1967 el Teatro Marconi, una destacada sala especializada en lírica que fue demolida y reeemplazada por una torre de departamentos. Entre las calles Azcuénaga y Larrea se localiza el Pasaje Colombo, un conjunto de edificios que encierra un callejón en «ele», y en la siguiente esquina hay una construcción que aloja una sucursal del Banco Ciudad y una sede de la AFIP. En la esquina con la calle Saavedra hay una sede del Ministerio de Educación de la Nación, y en el n.º 2774 está el edificio de departamentos construido para el Nuevo Banco Italiano en 1928.
La Plaza de Miserere es uno de los nodos de transportes más importantes de la ciudad. En medio de ella se ubica el mausoleo que contiene los restos de Rivadavia. A un costado se encuentran la Estación Once de Septiembre del Ferrocarril Sarmiento, las estaciones Plaza Miserere y Once de la red de subterráneos, y decenas de paradas de colectivos con destino a diferentes puntos de la ciudad y el conurbano bonaerense, recorriendo parte de esta arteria vial, así también como de las avenidas Pueyrredón y Jujuy. Bajo la recova de esta avenida también se toman buses que parten hacia Bolivia. En la esquina de Jujuy se encuentra el mítico bar La Perla, donde el músico de rock Tanguito habría compuesto el tema La balsa en 1967.
En las dos siguientes cuadras frente a la plaza se suceden grandes sucursales del Banco Nación y del Banco de la Provincia de Buenos Aires, un supermercado Coto y el Pasage Torres [sic], un antiguo y deteriorado edificio de viviendas que posee un callejón interno. En la esquina con Jean Jaurés se alza el Hotel Garay, otro notable pero decadente ejemplo del art nouveau porteño, obra del ingeniero Icilio Chiocci, inaugurado en 1909. En la cuadra opuesta se sucede un homogéneo conjunto de casas de comienzos del siglo XX, que sobreviven en deterioro. A una cuadra de allí se encuentra la llamada «Casa de los Pavos Reales» (Rivadavia 3216) y en la siguiente el moderno edificio de la Estación Once del Automóvil Club Argentino (arq. Washington Sequeira), con su imponente rampa de hormigón en espiral en la esquina de la calle Agüero.
Al oeste de las calles Sánchez de Loria (hacia el sur) y Sánchez de Bustamante, Rivadavia atraviesa longitudinalmente el barrio de Almagro. En esta área se encuentran muchos edificios residenciales de mediana altura y la tradicional Confitería Las Violetas en la esquina con la Avenida Medrano. De aquí en adelante, Rivadavia entra nuevamente en una zona de mayor valor y preferida por los sectores medios y medios-alto porteños.
Al llegar a Caballito, la avenida se pierde entre altos edificios residenciales de la segunda mitad del siglo XX y grandes centros comerciales. Pasa frente al elegante Parque Rivadavia enfrente del cual se ubica la parroquia Nuestra Señora de Caacupé, luego el complejo de cines Village Caballito, el Edificio Nicolás Repetto levantado por la cooperativa El Hogar Obrero (en cuya planta baja funciona el Caballito Shopping Center), el Mercado del Progreso y la Plaza Primera Junta, otro importante centro de transbordo de transportes. Desde la calle Emilio Mitre hacia el oeste la avenida tiene doble sentido de circulación, al unirse con la calle Rosario que circula hacia el este.
En la zona del barrio de Flores, la avenida se llena de bares y discotecas de vida nocturna, cerca de la Avenida Nazca. En la zona del cruce con la Avenida Carabobo hay gran cantidad de sucursales bancarias que forman un polo financiero que alcanza la Plaza Pueyrredón (conocida como Plaza Flores), frente a la cual se levanta la antigua Basílica de San José de Flores que dio nombre al barrio. En la esquina de la calle Culpina se destaca el moderno edificio de la Sucursal Flores del Banco Ciudad (arqs. Flora Manteola/Sánchez Gómez/Santos/Solsona/Viñoly), y en la esquina de la calle José Martí está la Estación Floresta del Automóvil Club Argentino (arq. Washington Sequeira, 1967).

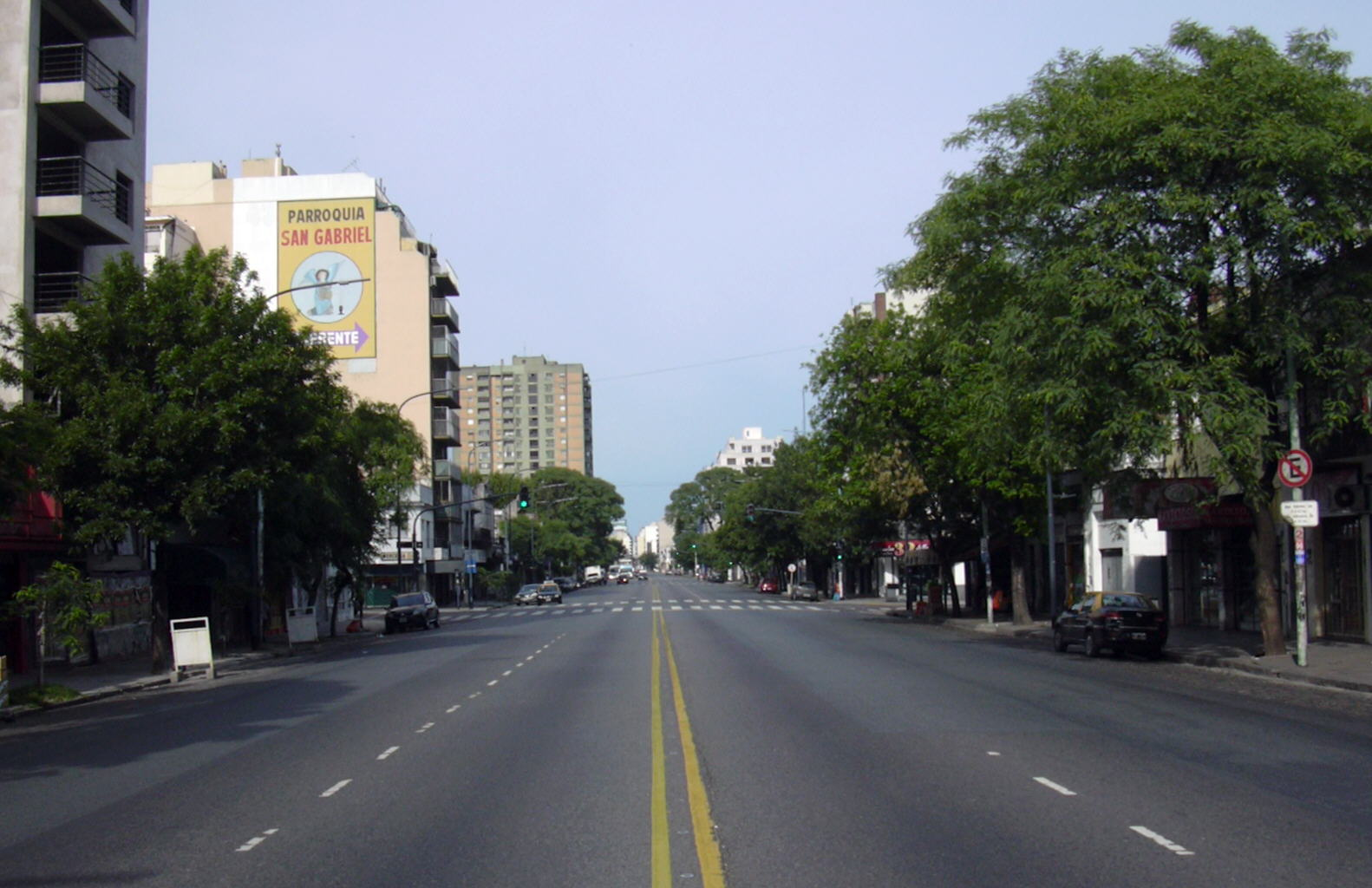
Vista desde el este de la Av. Rivadavia al 9550 cerca del cruce con la Av. Lope de Vega (Villa Luro).

En el sector comprendido entre Floresta y Villa Luro, predominan las edificaciones medianas y bajas. En la esquina de la calle Pergamino, en el antiguo edificio del Cine Teatro Fénix funciona la discoteca Retro. 
Al cruzar la Autopista Perito Moreno, hay un acceso a la misma en dirección al este. Allí se encuentra un gran edificio comenzado a construir por El Hogar Obrero, abandonado inconcluso y finalizado en 1996 por la Comisión Municipal de la Vivienda. 

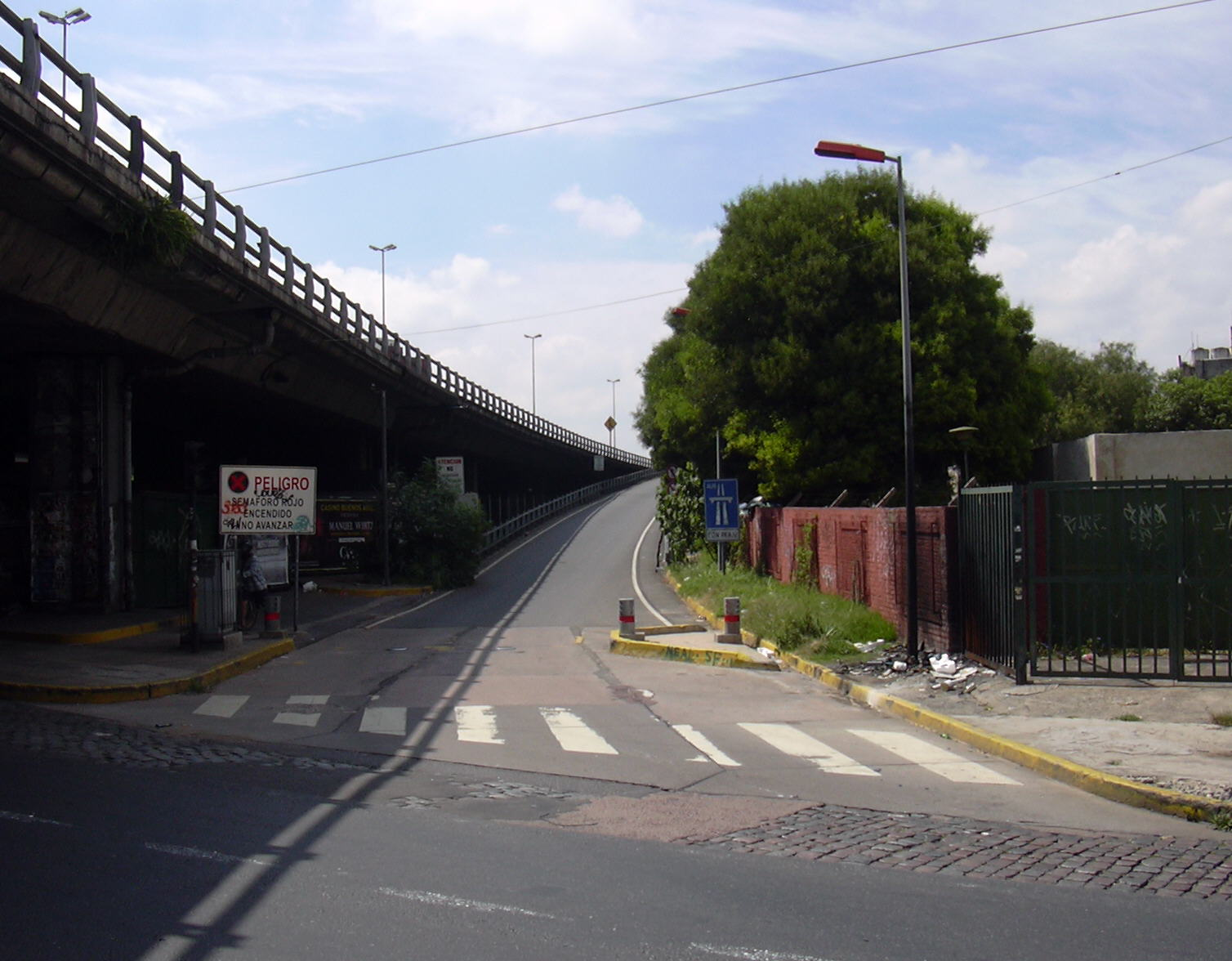
Vista desde el norte de la subida a la Autopista Perito Moreno desde la Av. Rivadavia (Villa Luro).

El pequeño centro comercial de Villa Luro se nuclea en cercanías del nacimiento de la Av. Lope de Vega, y se destacan los altos edificios gemelos de El Hogar Obrero llamados Juan José Díaz Arana, con un supermercado Coto en su planta baja a la altura del 9800.
En inmediaciones a la estación ferroviaria del barrio de Liniers, se concentra un amplio centro comercial a cielo abierto, con varias sucursales bancarias y diversos negocios de todos los rubros. Predominan los comercios sin vivienda en el piso superior, pero los pocos edificios del barrio son de grandes dimensiones y altura. A partir de la estación Liniers del Ferrocarril Domingo Faustino Sarmiento la avenida empieza a correr paralelamente a las vías. Esto requiere un complicado intercambiador con la Avenida General Paz dada la imposibilidad de poner las rampas de acceso a la autopista sobre las vías del ferrocarril.
Hacia 2016 la avenida mostraba un franco deterioro dejó de ser uno de los mayores centros de compra de la Capital para convertirse en una arteria casi fantasmal. A metros de la Plaza Pueyrredón existen decenas de locales vacíos, con apariencia de abandono. A febrero se registraba un promedio de 5,7 locales vacíos por cuadra en la avenida Rivadavia, pero la situación parece empeorar aún más en el barrio de Flores.

### Provincia de Buenos Aires
En Ciudadela la avenida pasa a solo 100 metros del Cementerio Israelita de Liniers, que se encuentra cruzando las vías del tren.
En Ramos Mejía y Villa Sarmiento presenta grandes edificios en su entorno, así como numerosos bares, centros comerciales y discotecas de renombre.
Al llegar a Haedo toma una curva y contracurva, para seguir camino bordeando los antiguos talleres ferroviarios.
Al llegar a Morón se hace mano únicamente hacia el oeste, recorriendo su centro comercial, y finalizando abruptamente en las instalaciones del Club Deportivo Morón.
Es de allí, que vuelve a aparecer como una simple calle ya en la localidad de Castelar; bordea las vías del ferrocarril del lado norte, luego retoma hacia el sur, para perderse nuevamente en los talleres ferroviarios.
Aquí es el punto donde deja de llamarse expresadamente Avenida Rivadavia.
Unos metros más adelante, reaparece como gran avenida, siendo continuación de la Avenida Zeballos.
A partir de este punto y a través de toda la localidad de Ituzaingó, recibe, desde 2010, el nombre de Avenida Presidente Néstor Kirchner.
Al ingresar en la ciudad de San Antonio de Padua sigue manteniendo su numeración, pero toma el nombre oficial de Av. Presidente Perón, siendo igualmente común en esta zona, seguirla llamando simplemente Rivadavia.
El último trayecto se da en la ciudad de Merlo, donde luego de pasar por su centro, toma rumbo paralelo norte a las vías de tren, para finalizar en el puente sobre el Río Reconquista, límite con el partido de Moreno, donde la arteria pasa a llamarse Avenida Bartolomé Mitre y comenzando con numeración 0.

## Historia
Durante el transcurso del siglo XVIII la actual avenida sufrió varios cambios de nombre. Hacia 1782 se la conoció como Calle de Las Torres o de Los Reynos Del Arriba, más tarde se la denominó calle Plata y en su extensión, fuera del ámbito urbano fue el llamado Camino Real del Oeste, que extendía su recorrido desde la ciudad de Buenos Aires, pasando por Luján, hasta la ciudad de Mendoza.
En 1835, se le asignó el nombre del caudillo riojano Facundo Quiroga luego de que sus restos fueron llevados a Buenos Aires a través de este camino. En 1836, el gobernador Juan Manuel de Rosas la bautizó Federación. Recién en 1857 fue Rivadavia. Excepto entre 1893 y 1901, cuando el tramo entre Av. La Plata y Liniers se llamó Primera Junta.
Por esta avenida circuló en 1928, el primer colectivo, desde Primera Junta hasta Lacarra.
Desde 1935 formó parte de la Ruta Nacional 7, hasta que esta asignación se le fue dada a la Autopista Acceso Oeste, por lo cual Avenida Rivadavia pasó a ser parte de la Ruta Provincial 7 de la Provincia de Buenos Aires.

## Numeración

### En la ciudad de Buenos Aires
| Barrio                                                          | Altura                                                           |
| --------------------------------------------------------------- | ---------------------------------------------------------------- |
| Monserrat (numeraciones par) - San Nicolás (numeraciones impar) | 200 - 1.799                                                      |
| Balvanera                                                       | 1.800 - 3.399                                                    |
| Almagro                                                         | 3.400 - 4.499, a partir de 4500 hasta 4.599 (numeraciones impar) |
| Caballito                                                       | 4.600 - 6.199, desde 4500 hasta 4.598 (numeraciones par)         |
| Flores                                                          | 6.200 - 7.699                                                    |
| Floresta                                                        | 7.700 - 8.399                                                    |
| Vélez Sársfield                                                 | 8.400 - 9.199                                                    |
| Villa Luro                                                      | 9.200 - 10.399                                                   |
| Liniers                                                         | 10.400 - 11.749                                                  |

### En la provincia de Buenos Aires
| Localidad            | Altura          |
| -------------------- | --------------- |
| Ciudadela            | 11.801 - 12.900 |
| Ramos Mejía          | 12.901 - 15.200 |
| Haedo                | 15.201 - 17.300 |
| Morón                | 17.301 - 18.600 |
| Castelar             | 19.201 - 21.300 |
| Ituzaingó            | 21.300 - 23.500 |
| San Antonio de Padua | 23.500 - 24.700 |
| Merlo                | 24.700 - 27.300 |

En el Partido de Ituzaingó la avenida se denomina desde 2010 Presidente Néstor Kirchner manteniendo su numeración. 
En el Partido de Merlo (ciudades de San Antonio de Padua y Merlo) se cambió el nombre de Avenida Rivadavia por Avenida Juan Domingo Perón manteniendo la numeración.

## Cruces y lugares de interés

### Ciudad de Buenos Aires
A continuación, se muestra el recorrido de esta avenida en la ciudad de Buenos Aires, indicando estaciones cercanas de subte y tren.
|  | lNAT |

| STRq | STR+r | ARCH2 |  |

| ARCH | STR |  |  |

|  | STR | lNAT |  |

| CHURCH | STR |  |  |

|  | STRq | ABZglr | ABZq+lr | CONTfq |  |

|  |  | STR | CONTf | ARCH2 |  |

| WALKl | KRZ |  |  |

| CONTgq | KRZ | STRq |  |

| STR |

| RMq | RMKRZ | RMq |  |

|  | STR | CONTg |  |

|  | ABZg+l | STRr |  |

|  | STR | lNAT |  |

| RMCONTgq | RMKRZ | RMq |  |

|  | RM | ARCH2 |  |

| CONTgq | RMKRZ | STRq |  |

| CONTgq | RMKRZ | STRq |  |

| RM |

| RMq | RMKRZ | RMq |  |

| BAHN | lNAT | RM |  |  |  |

| CONTgq | RMKRZ | STRq |  |

| STRq | RMKRZ | CONTfq |  |

| STRq | RMKRZ | CONTfq |  |

| STRq | RMKRZ | CONTfq |  |

| STRq | RMKRZ | CONTfq |  |

| RM |

|  | RMTEEaq | RMq |  |

| STRq | RMTEEeq |  |  |

|  | RM | lNAT |  |

| RMq | RMKRZ | RMq |  |

|  | RM | RMCONTg |  |

|  | STRq | RMKRZ | RMKRZ | CONTfq |  |

| BAHN |  | RM+l + RM | RMr |  |  |

|  | RMTEEaq | STRq |  |

|  | RMTEEaq | STRq |  |

| STRq | RMKRZ | CONTfq |  |

| STRq | RMKRZ | STRq |  |

| RM |

| lNAT | RM | CHURCH |  |

| BAHN | STRq | RMKRZ | CONTfq |  |  |

| STRq | RMKRZ | STRq |  |

| RM |

| BAHN | CONTgq | RMKRZ | STRq |  |  |

| STRq | RMKRZ | STRq |  |

| STRq | RMKRZ | STRq |  |

| RM |

| RAq | RMu + RAq | RAq |  |

| BAHN | STRq | RMKRZ | STRq |  |  |

| RM |

|  | RM | lNAT |  |

| RM |

| BAHN | STRq | RMKRZ | STRq |  |  |

| RAq | RMu + RAq | RAq |  |

|  | RMCONTf |

### Provincia de Buenos Aires

#### Partido de Tres de Febrero
- 11700-12900: Tramo de doble mano
  - 12100: Diagonal Luchter/Granaderos
  - 12600: Calle Eduardo Porrini/9 de Julio - Estación Ciudadela del FC Sarmiento

- Límite entre los partidos de Tres de Febrero y La Matanza
  - 12900: Cruce bajo la Diagonal Díaz Vélez/República.

#### Partido de La Matanza
- 12900-13900: Tramo de doble mano
- 13900-14100: Tramo de mano única
- 14100-15200: Tramo de doble mano
  - 14100: Avenida de Mayo - Estación Ramos Mejía del FC Sarmiento

- Límite entre los partidos de Morón y La Matanza
  - 14900: Avenida Luis Güemes/Calle Medrano - Hospital Dr. Luis Güemes

#### Partido de Morón
- 15200-17300: Tramo de doble mano
  - 16000: Calle Jerónimo Fasola/19 de Noviembre - Estación Haedo de los FC Sarmiento y General Roca
  - 16100: Cruce a nivel con el Ramal Haedo-Temperley del FC Roca
  - 16400: Avenida Juan B. Justo/Avenida Estrada

- 17300-18600: Tramo de mano única
  - 17300: Calle Gral. Pueyrredón (inicio de mano al oeste)
  - 18100: Calle 9 de Julio - Estación Morón del FC Sarmiento
  - 18600: Calle Juan J. Valle. (fin de calzda continua)
- 19100-20100: Tramo de mano única
  - 19100: Avenida Cañada de Ruiz (Inicio de tramo intermitente y alternante)
  - 20000: Avenida Gobernador Arias/Calle Cnel. Irigoyen - Estación Castelar del FC Sarmiento
- 20100-20700: Tramo de tierra
  - 20100: Avenida Buenos Aires(inicio de tramo de tierra)
  - 20700: Calle Revoredo.(fin tramo de tierra)
- 20800-21300: Tramo de doble mano
  - 20800: Avenida Estanislao Zeballos.(reinicio de calzada continua)

## Avenida Rivadavia en la canción
La avenida da nombre y es mencionada en un conocido tema de la banda de rock argentino Manal. En su estribillo dice: 

Caminamos una calle sin hablar,
Avenida Rivadavia.
Y pensé
y pensé
cuándo subiste a mi tren, mujer,
que yo no te vi.
Alejandro Medina, "Avenida Rivadavia (canción de Manal)".

## Imágenes

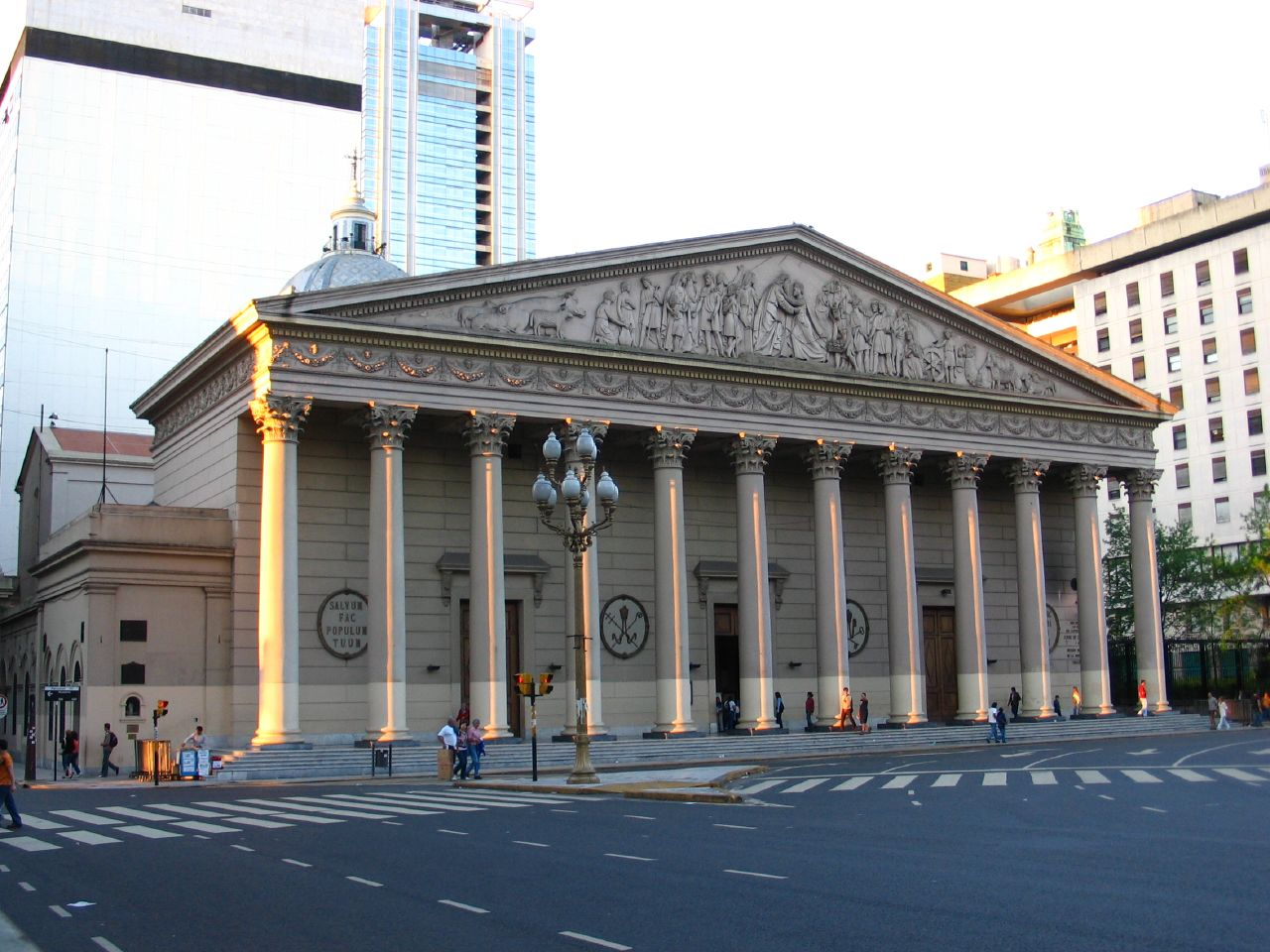
La Catedral Metropolitana en el inicio de la calle Rivadavia
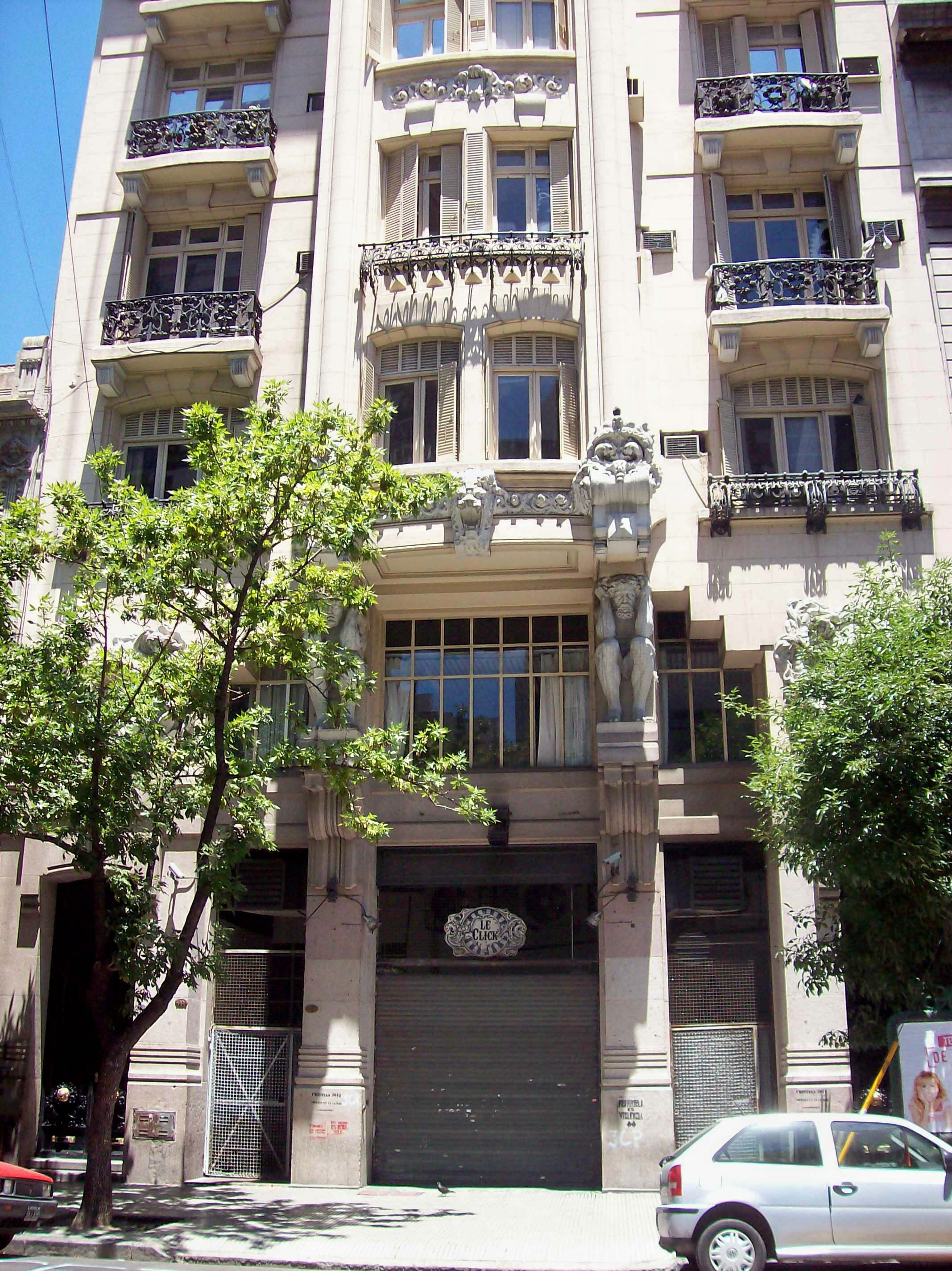
Arquitectura ecléctica en la zona del Congreso
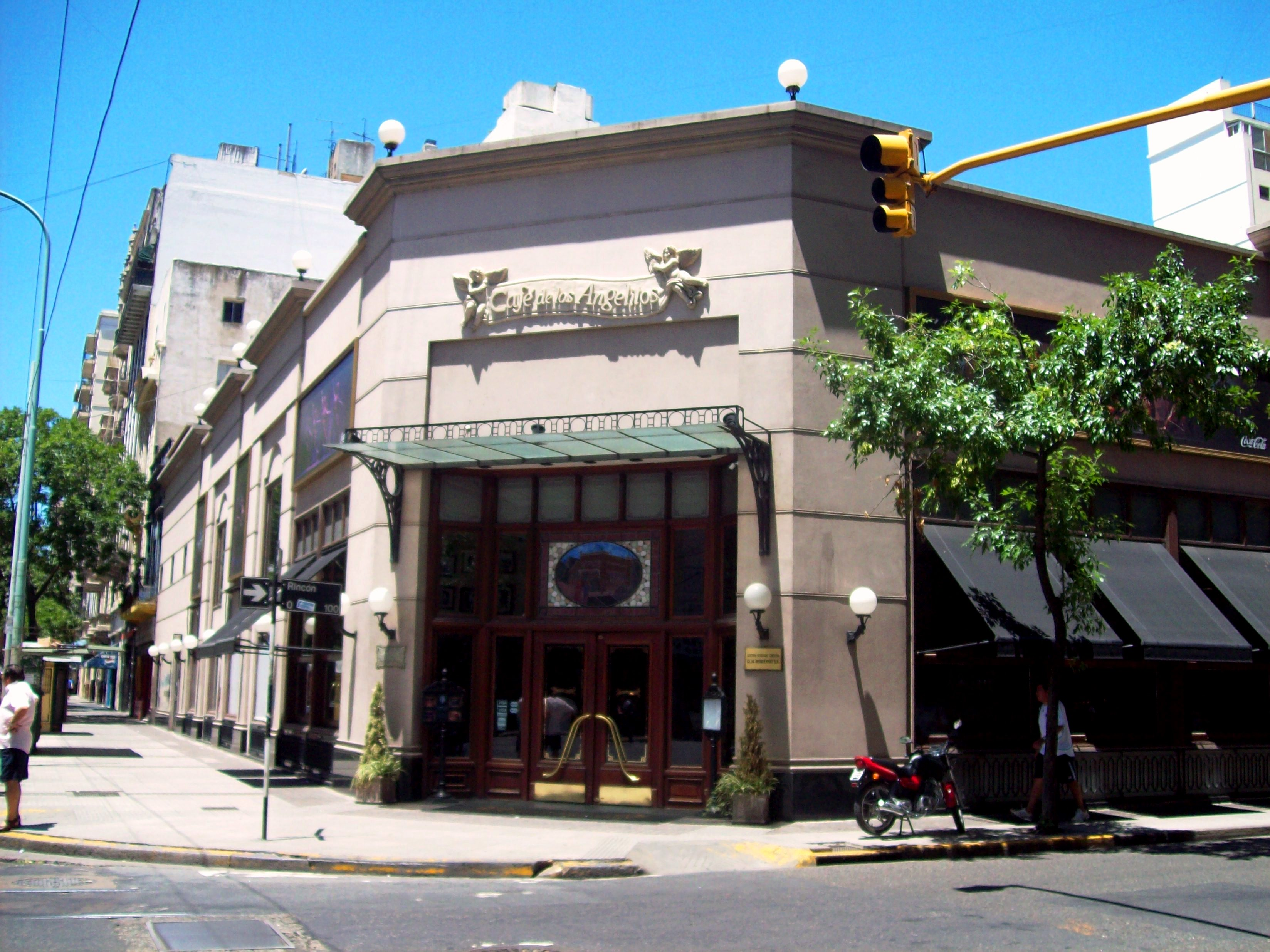
Tradicional café "Los Angelitos"
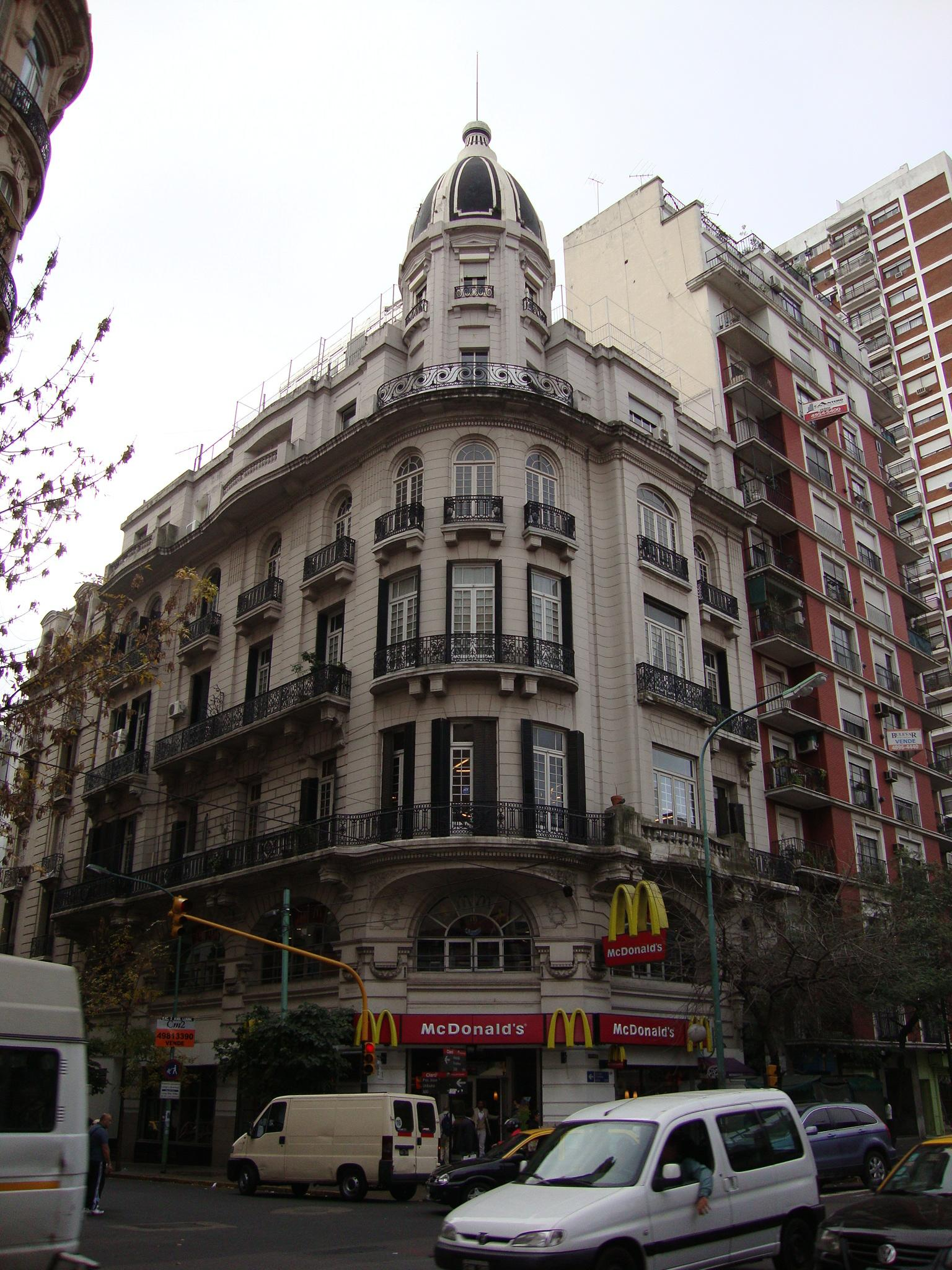
Edificio en la esquina de Presidente Uriburu
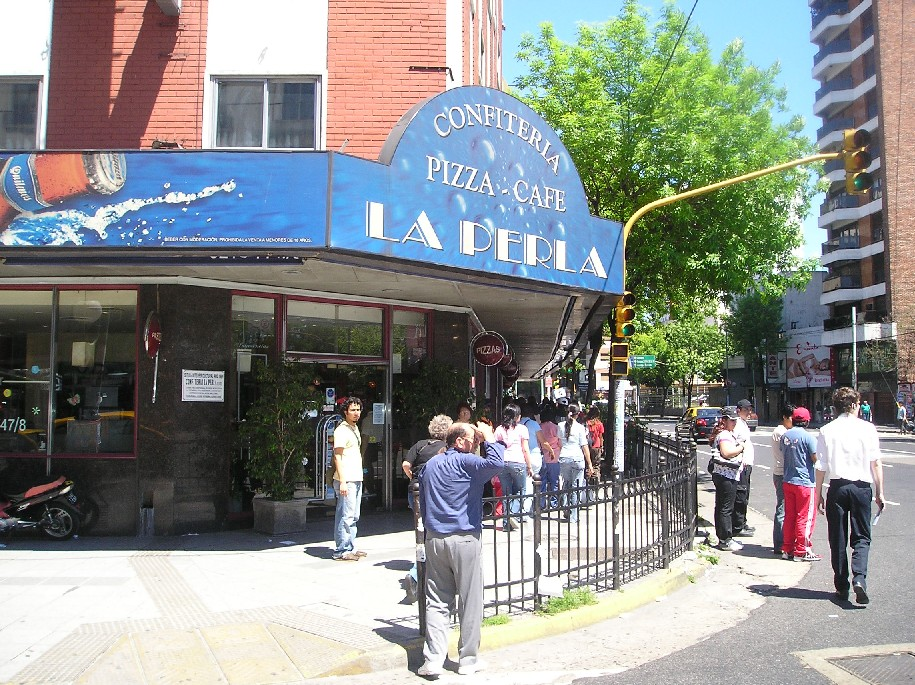
La Perla del Once. Av. Rivadavia y Av. Jujuy
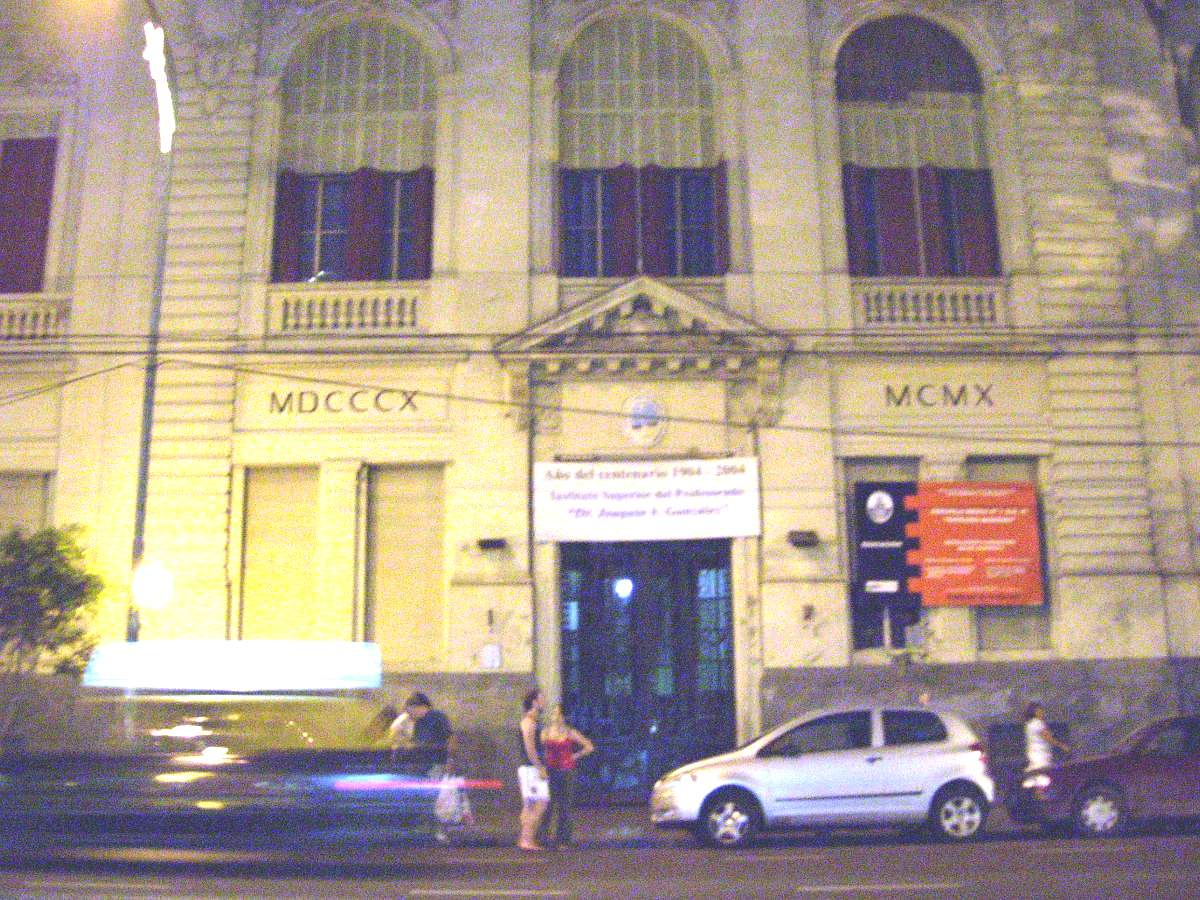
Colegio Mariano Moreno, Av. Rivadavia 3577
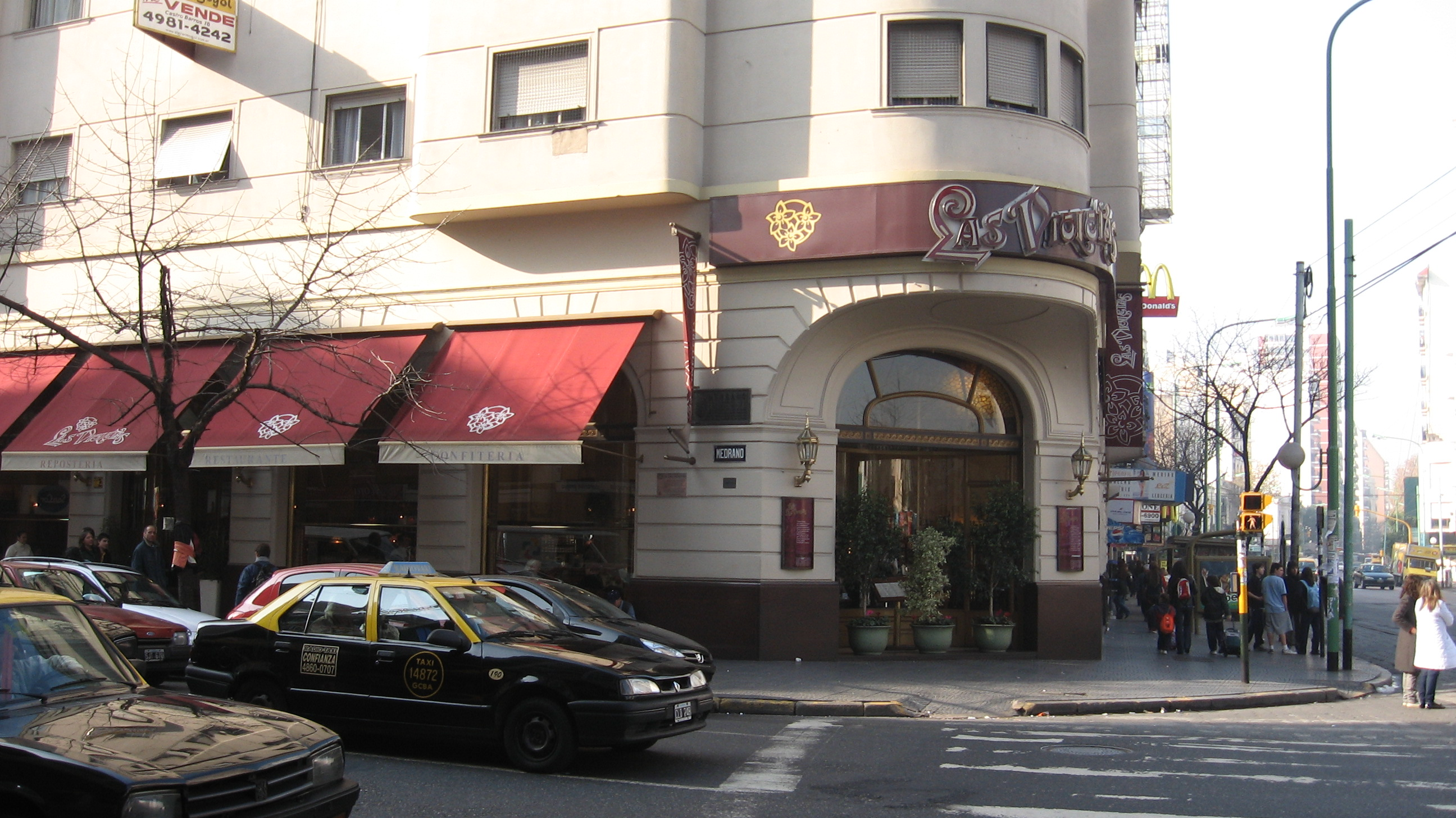
Las Violetas, tradicional confitería en el cruce con Medrano
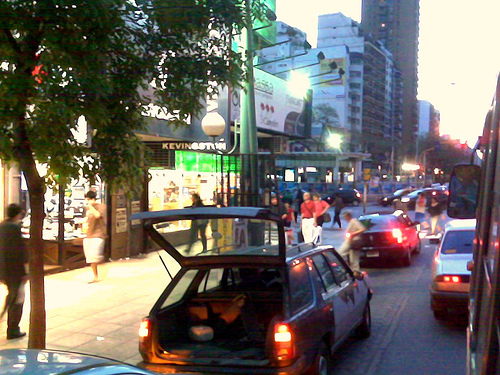
Altura del barrio de Caballito
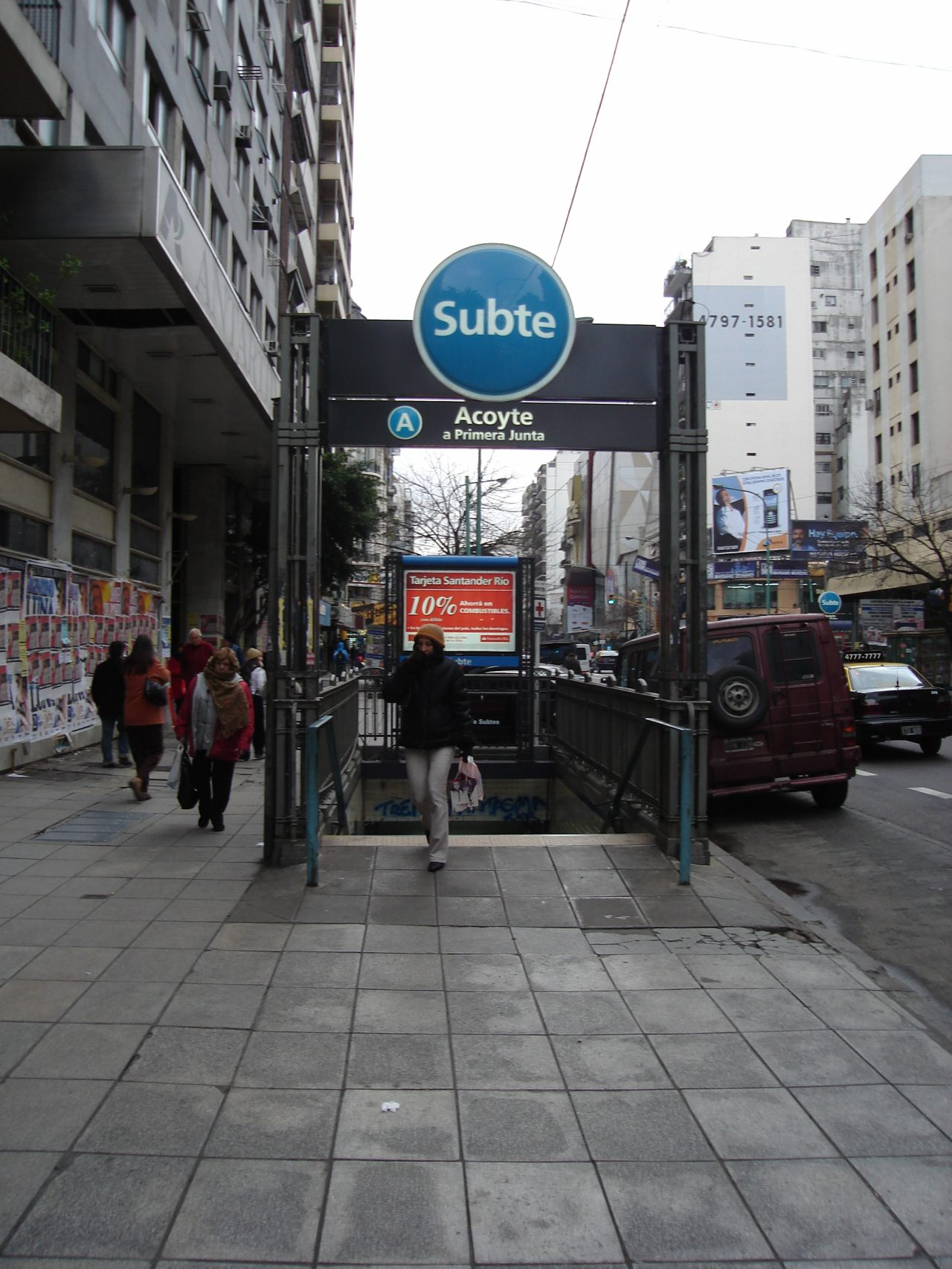
Boca de acceso a la estación Acoyte del Subte
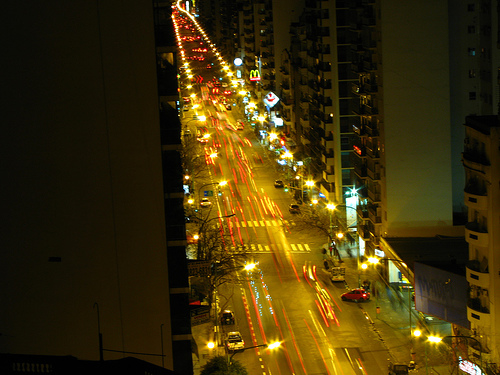
Vista nocturna
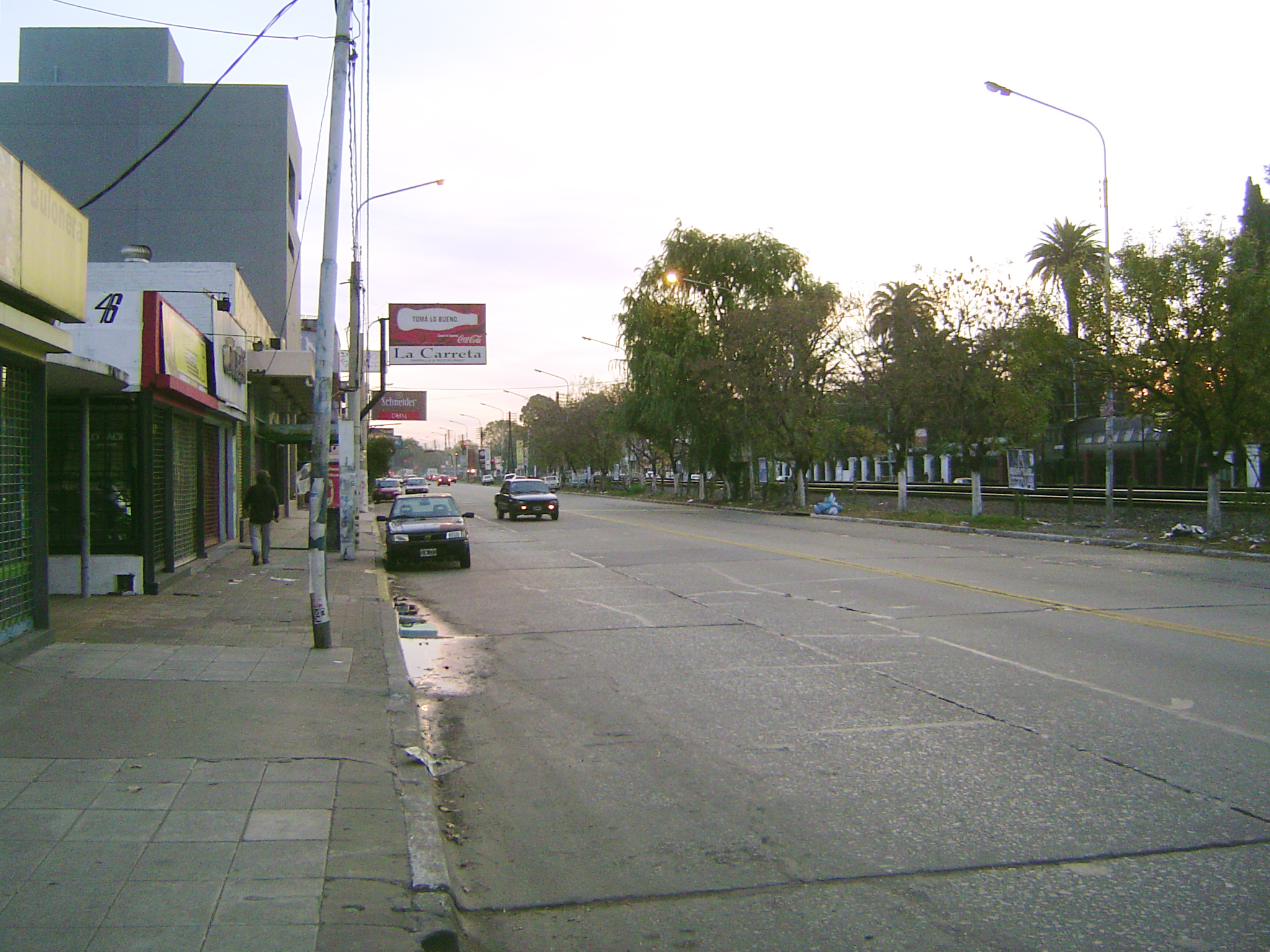
Su paso por Ramos Mejía
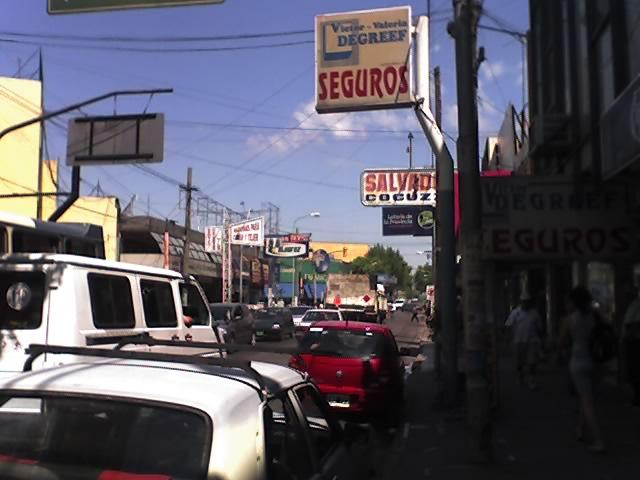
Su paso por Merlo.
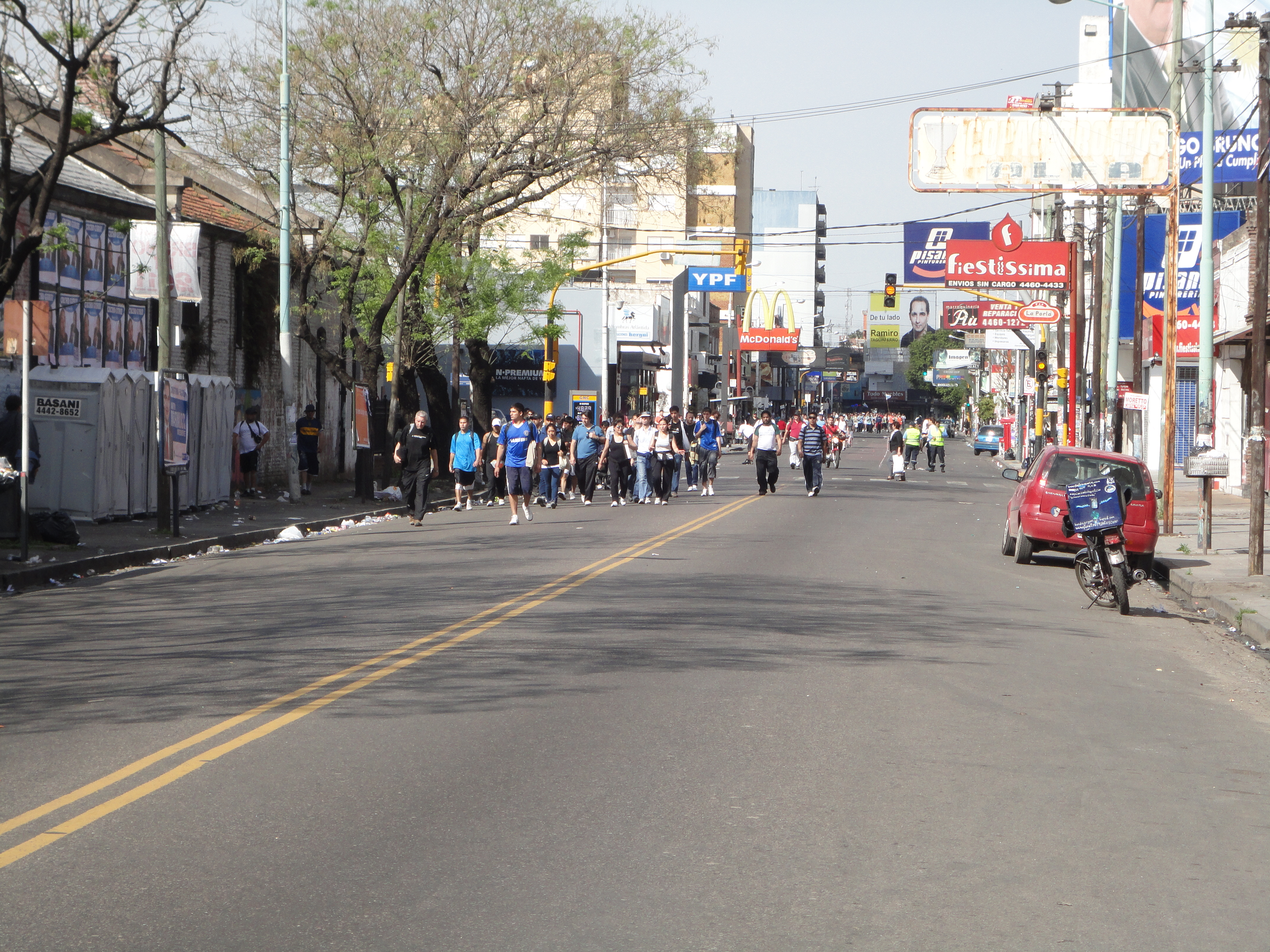
Avenida Rivadavia, en Haedo, con el tráfico vehicular cerrado por la peregrinación a Luján. Octubre 2011
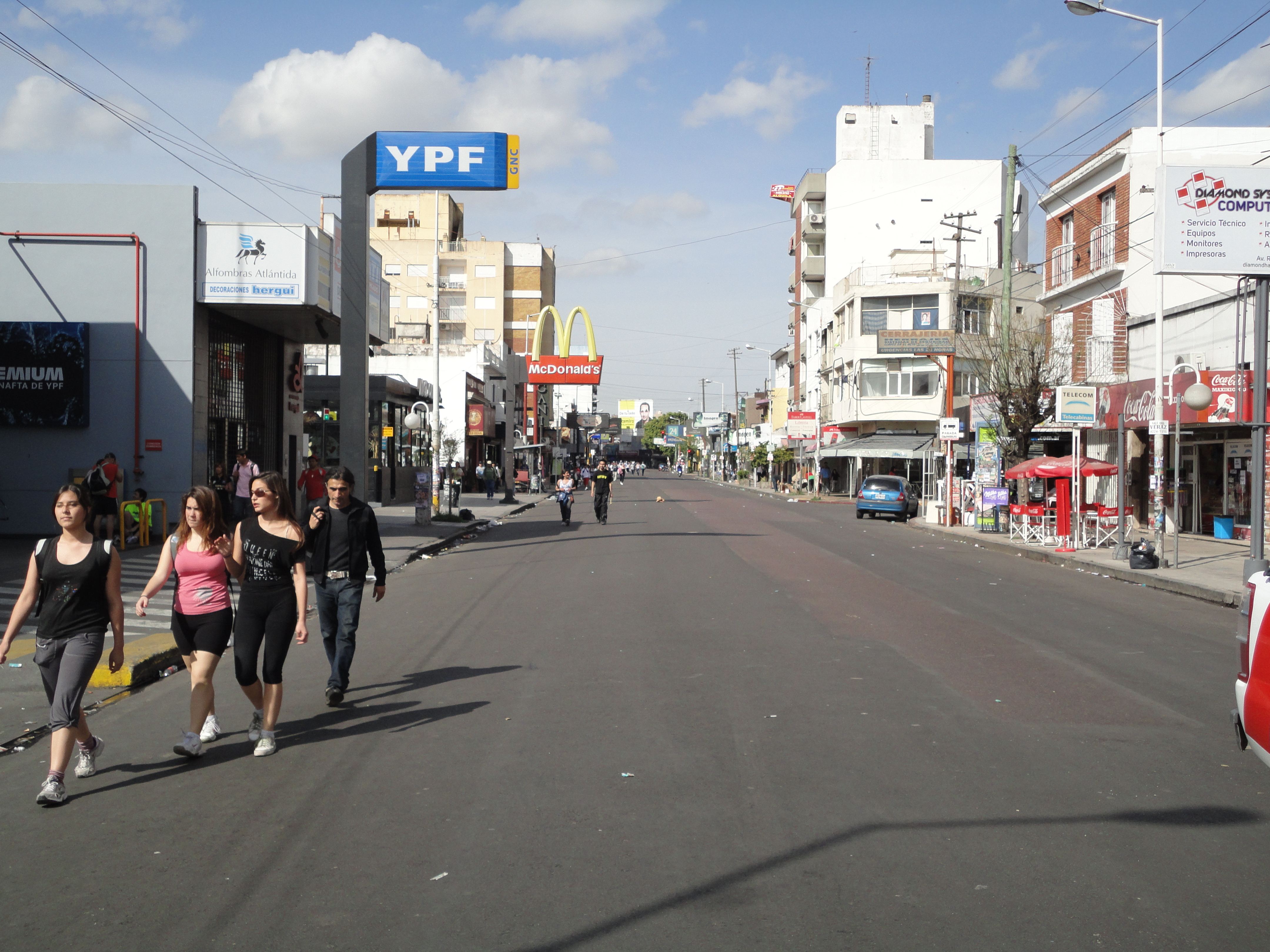
Avenida Rivadavia, en Haedo, con el tráfico vehicular cerrado por la peregrinación a Luján. Octubre 2011